# Грюнер, Оливье
Оливье́ Грюне́р (фр. Olivier Gruner; род. 2 августа 1960 года, Париж, Франция) — французский актёр, бывший чемпион мира по кикбоксингу.

## Биография
Оливье Грюнер родился 2 августа 1960 г. в Париже. Его отец и старший брат — хирурги, младший брат — инженер. Тем не менее ещё с малых лет, Оливье выбрал свою дорогу в жизни. В 11 лет, после просмотра фильмов с Брюсом Ли, Оливье был очарован боевыми искусствами и начал изучать Сётокан каратэ, а затем бокс и кикбоксинг. В 18 лет вместо того, чтобы пойти учиться в университет, как многие ожидали, он вступает в ряды десантно-диверсионных войск — французский вариант «Морских котиков». Там он изучал ныряние, научился прыгать с парашютом, изучал основы альпинизма и много других вещей, необходимых солдату элитных войск. В 1981 году Оливье ушёл из армии, чтобы продолжить заниматься кикбоксингом профессионально. Чтобы платить за обучение, он подрабатывал вышибалой, лыжным инструктором, тренером и оператором подъёмника для горнолыжников.
Грюнер начал профессионально драться как кикбоксёр во Франции в 1984 г. После 10 боёв стал чемпионом Франции в среднем весе. К 1985 году успехи на ринге позволили ему полностью сосредоточиться на карьере кикбоксёра, и в 1986 году он стал мировым чемпионом по кикбоксингу в среднем весе (World Middleweight Kickboxing Champion). Исполнив свою мечту стать мировым чемпионом, Оливье занялся карьерами модели и актёра, последняя из которых привела к тому, что за плечами Оливье съёмки почти в 30 фильмах и нескольких сериалах и репутация одного из самых дисциплинированных актёров в Голливуде. Он находит время в своём плотном графике и на пилотирование вертолёта, и на лыжные походы, и на прыжки с парашютом, и даже на новое увлечение — сёрфинг. Несмотря на окончание своей спортивной карьеры, Оливье продолжает усердно тренироваться, поддерживая и развивая навыки, полученные в армии и во время карьеры кикбоксёра.

## Фильмография
- 1990 — Город ангела / Angel Town — Жак Монтень;
- 1993 — Немезида / Nemesis — Алекс;
- 1994 — Автоматик (Киборг-телохранитель) / Automatic — Джей 269;
- 1995 — Сават / Savate — Джозеф Чарлегранд;
- 1996 — Дикарь / Savage — Алекс;
- 1997 — В плену у скорости / Velocity Trap — Офицер Рэймонд Стокс;
- 1996 — Наёмник / Mercenary — Капитан Карл «Ястреб» Мэй;
- 1997 — Наёмник 2 / Mercenary II: Thick & Thin — Капитан Карл «Ястреб» Мэй;
- 1998 — Марс / Mars — Кошен Темплер;
- 1998 — Динамит / T.N.T. — Алекс;
- 1999 — Перехватчики / Interceptors — Лейтенант Шон Ламберт;
- 1999 — Белый пони / The White Pony — Jacques;
- 2000 — Кумите / Kumite — Майкл Роджерс;
- 2000 — Психопат Джек / Crackerjack 3 — Маркус Клей;
- 2001 — Живой товар / G.O.D. (Guaranteed On Delivery) — Эдриан Камински;
- 2001 — Высшая честь / Extreme Honor — Коди;
- 2002 — Вихрь / The Circuit — Дирк Лонгстрит;
- 2002 — Боевая элита / Power Elite — Капитан;
- 2002 — Вихрь — 2 / The Circuit 2: The Final Punch — Дирк Лонгстрит;
- 2002 — Перехватчики 2 / Interceptor Force 2 — Лейтенант Шон Ламберт;
- 2003 — Правила игры / Deadly Engagement — Пол Джерард;
- 2005 — Простая мишень / Soft Target — Yordan;
- 2005 — Спецназ 3. Операция «Возмездие» / SWAT: Warhead One — Люк Реми;
- 2006 — Вихрь 3: Уличный монах / The Circuit 3: Street Monk — Дирк Лонгстрит;
- 2007 — Ближний бой / Blizhniy Boy: The Ultimate Fighter;
- 2008 — Потерянный воин / Lost Warrior: Left behind Nash Daniels;
- 2009 — Война братьев / Brother’s war;
- 2010 — Одна ночь / One Night — Зверь;
- 2014 — Сектор 4 / Sector 4;
- 2015 — Разборка в Маниле / Showdown in Manila;
- 2015 — Под защитой / EP — EXECUTIVE PROTECTION LLC;
- 2018 — / Iron Cross: The Road to Normandy
- 2023 — Нападение на Рио Браво / Gunfight at Rio Bravo — Остин Картер

## Факты
- Помимо актёрской деятельности занимается созданием учебных фильмов по кикбоксингу и собственной линии спортивной одежды O.G. (Olivier Gruner)
- Рост — 1,83 м
- Хобби — сёрфинг, бразильское джиу-джитсу[2], прыжки с парашютом, альпинизм, хождение на лыжах, ныряние, пилотирование вертолёта.